# Cantó de Mont-Saint-Martin
El cantó de Mont-Saint-Martin és un cantó francès del departament de Meurthe i Mosel·la, situat al districte de Briey. Té 8 municipis i el cap és Mont-Saint-Martin.

## Municipis
- Chenières
- Cosnes-et-Romain
- Cutry
- Gorcy
- Lexy
- Mont-Saint-Martin
- Réhon
- Ville-Houdlémont

## Història
| Data d'elecció                           | Identitat        | Partit           | Qualitat |
| ---------------------------------------- | ---------------- | ---------------- | -------- |
| 1973-1976                                | André Pastant    | Divers droite    |          |
| 1976-2001                                | Frédéric Brigidi | PCF              |          |
| 2001-2008                                | Édouard Jacque   | UDF, després UMP |          |
| 2008-                                    | Serge De Carli   | PCF              |          |
| les dades anteriors no són pas conegudes |                  |                  |          |
|                                          |                  |                  |          |

## Demografia
| A partir de 1990: Població sense dobles comptes |